# The Seafarer
The Seafarer (letteralmente "Il navigatore") è un poema contenuto nel Libro di Exeter, uno dei quattro manoscritti a noi pervenuti contenenti opere poetiche in antico inglese. È composto da 124 versi e viene comunemente indicato come elegia, ovvero un poema che lamenta una perdita, o più generalmente uno scritto di carattere malinconico. La voce narrante è quella di un vecchio marinaio, che attraverso i ricordi dà un giudizio sulla vita che ha condotto. La narrazione è separata in due parti distinte, assai diverse tra loro. La prima metà è una descrizione romantica della sua vita di mare, con le sue gioie e le sue difficoltà. La seconda parte consiste principalmente in un consiglio del narratore al pubblico, in cui esprime quello che secondo lui è l'atteggiamento che si dovrebbe tenere nei confronti del Signore.

## Analisi
Si dispone di numerose traduzioni dell'opera, ma la seguente analisi si riferisce alla versione del Libro di Exeter. 
La suddivisione del poema, nonché la contraddizione nella descrizione della vita di mare ha indotto molti studiosi a sospettare che le voci narranti siano almeno due. L'oceano viene descritto come il luogo del freddo e della solitudine, e il narratore dice: 
(versi 9-12)
L'atteggiamento è piuttosto diverso nella successiva descrizione dell'indifferenza che un uomo prova per la vita sulla terra e le proprietà terrene, dopo aver provato la vita del navigatore:
(versi 44-47)
L'autore non si limita ad esaltare la vita del navigatore, ma esprime indifferenza per ogni altro tipo di piacere che un uomo possa provare. Questo indica che possano esserci due uomini con atteggiamenti molto diversi verso la vita a bordo di una nave, oppure anche un viaggio di un solo uomo alla scoperta di sé stesso. La teoria dei narratori diversi è però supportata ulteriormente nella seconda metà del poema.
Nel verso 64b, si passa dalla narrazione a un appello diretto al lettore, sotto forma di consiglio. Il poema assume un tono profondamente religioso e istruisce il lettore su come un uomo dovrebbe comportarsi nei confronti di Dio per essere ammesso in Cielo. Inizia dichiarando appassionatamente: 
(versi 64b-66)
Il narratore afferma di amare Dio più della sua stessa vita, con un livello di zelo religioso a cui la prima parte del poema non allude neppure. Il narratore arriva a chiamare la vita terrena una transizione dalla non-esistenza alla vita eterna, un mero veicolo verso il Cielo. Il poema tenta poi di descrivere il ciclo della vita con la massima semplicità. Il narratore dipinge il quadro di un uomo inferiore che osserva i suoi amici morire e li seppellisce, e nel frattempo invecchia lentamente, fino a essere sepolto a sua volta. Essendo un uomo inferiore, ogni tentativo di dargli un ultimo assaggio di gloria è futile, poiché lo attende solo l'Inferno: 
(versi 97-99)
A questo punto il poema assume un tono esortativo, in cui il narratore cerca di insegnare al lettore come dovrebbe essere la sua vita rispetto a Dio. Secondo alcuni, questo segmento del poema è soltanto "un'aggiunta cristiana" e non fa parte del testo originale.
Il narratore mostra al lettore ciò che lo aspetta descrivendo i due tipi di vita che può condurre: 
(versi 106-107)
Il narratore offre quindi delle motivazioni per rendere gloria a Dio, non solo per il suo potere ma anche per la grandezza del dono che offre agli uomini. Dio non offre il cielo all'uomo per farlo inchinare al suo cospetto, ma piuttosto
(versi 119-120)

Il cielo è qui mostrato come un dono di Dio all'uomo, come un luogo in cui un uomo può bearsi nella gloria di Dio e nella vita eterna. 
(versi 117-118)
Il cielo è l'obiettivo che l'uomo deve raggiungere vivendo una vita buona e onorevole, la ricompensa per l'uomo che crede e ha fede, ma anche per Dio che “ci ha onorati da sempre” (124). Questo ricorda il vecchio adagio del maestro che impara dai suoi allievi, o ancor meglio di un padre che impara dai suoi figli. Dio è qui mostrato non solo come colui da onorare, ma anche come colui che dona onore agli altri.
Questo poema, pur iniziando come narrazione della vita di un uomo in mare, diventa una lode a Dio, che termina con un “amen”, per rafforzare il carattere di preghiera della seconda metà del poema.

## Traduzioni
The Seafarer è stato tradotto da molti studiosi. Il poeta statunitense Ezra Pound offre una traduzione del poema che però si discosta parecchio dall'originale, in quanto ad esempio elimina i riferimenti religiosi. La traduzione comprende solo i primi 99 versi e fu pubblicata nel 1911 in Risposte.